# Sidetrade
Sidetrade est un éditeur de logiciel SaaS français créé en 2000, spécialisée dans la génération et la sécurisation du flux de trésorerie des entreprises.

## Historique
La société Sidetrade est créée en mars 2000 sous la forme d’une plateforme Cloud dédiée au recouvrement de créances des entreprises[réf. souhaitée].
En juillet 2005, la société entre en Bourse (Euronext Growth : ALBFR.PA)[réf. souhaitée].
La société entame son déploiement à l’international en 2011 avec l’ouverture de bureaux à Londres, puis à Dublin en 2013 et à Amsterdam en 2015[réf. souhaitée].
En 2016, la société acquiert BrightTarget Ltd, start-up britannique spécialisée dans l’intelligence artificielle appliquée à la performance marketing et commerciale des entreprises[réf. souhaitée], puis le français IKO System, spécialisé dans les solutions prédictives appliquées à la prospection commerciale des entreprises[réf. souhaitée].
En avril 2021, Sidetrade annonce l’acquisition d’Amalto, éditeur spécialisé dans la dématérialisation des transactions financières inter-entreprises, opérant principalement en Amérique du Nord. L’éditeur installe son siège américain à Houston, Texas[réf. souhaitée].

## Études et recherche
Les solutions prédictives de Sidetrade reposent sur des technologies d'Intelligence Artificielle développées dans le laboratoire de data science intégré[source secondaire souhaitée] du Groupe. Les principales méthodes utilisées sont : l’apprentissage automatique ou Machine Learning, l’apprentissage profond ou Deep Learning et le traitement du langage naturel (ou NLP).[source secondaire souhaitée]
Les équipes de R&D de Sidetrade mène des études, en collaboration avec le monde académique, les pouvoirs publics ou des médias, en tirant notamment parti de la source de données financières unique issue du cloud de l’éditeur : 
- Dans le cadre de la crise Covid-19, Sidetrade a conçu, en partenariat avec BFM Business, un tracker sur les retards de paiement des entreprises. Celui-ci restitue, semaine après semaine, l’évolution des comportements de paiement de plus de 3,7 millions d’entreprises au sein de six pays européens (France, Royaume-Uni, Espagne, Italie, Belgique, Pays-Bas). Le tracker est en libre accès pour l’ensemble des décideurs du privé et des pouvoirs publics, afin d’aider à la prise de conscience de tous les acteurs concernés[4],[5].
- Sidetrade publie avec le Médiateur des Entreprises un baromètre[6] dédié aux factures des PME déclarées non-conformes par les donneurs d’ordres et qui entraînent des retards de paiement.